# 蒂奥姆
蒂奥姆（Tiom）是印度尼西亚巴布亚省的一个城镇，是兰尼查亚县的行政中心。2010年统计，蒂奥姆区（印尼语：Distrik Tiom）共21,324人。

## 资料来源
1. ↑  Biro Pusat Statistik, Jakarta, 2011.